# Vjera Bojničić
Vjera pl. Bojničić Kninska (Zagreb, 27. siječnja 1883. – Zagreb, 13. travnja 1963.), hrvatska plemkinja i likovna umjetnica iz plemićke obitelji Bojničića Kninskih.
Kći je povijesničara i arhivista Ivana Bojničića Kninskog († 1925.) te sestra kazališnog i filmskog glumca Stjepana († 1927.) i Ivana Ljudevita.
Studirala je slikarstvo između 1902. i 1906. godine na Kunstschule für Frauen u Beču, gdje je bila učenica Tine Blau i Hansa Tichyja. Poslije je usavršila bakropis i drvorez u privatnoj školi Tomislava Krizmana u Zagrebu. Kao umjetnica se afirmirala kao grafičarka, nastavljajući Crnčićev i Krizmanov stil u izradi veduta, a istaknula se i izradom portreta i dekorativnim drvorezima egzotičnih životinjskih likova.
Izlagala je samostalno u Münchenu (1914.) i Zagrebu (1919., 1922.) te skupno s drugim umjetnicima na izložbama Društva umjetnosti (od 1902.), Lade (Zagreb 1908., Beograd 1912. i 1922), Medulića (Zagreb 1910'), međunarodnim grafičkim izložbama (Zagreb 1914., Firenca 1927.), na izložbi hrvatskih umjetnika (Osijek 1916.), na Proljetnom salonu (Zagreb 1917.), na izložbama Kluba likovnih umjetnica (1928.–40.), međunarodnim izložbama ex librisa itd.

## Djela
- Studija muškarca, 1910.
- Motiv sa Savske obale, 1912.
- Pred seoskim raspelom, 1915.
- Autoportret, 1921.
- Majur na savskoj obali, 1924.

## Vanjske poveznice
- Vjera Bojničić – Hrvatska enciklopedija
- Vjera Bojničić – Hrvatski biografski leksikon